# روبرت ساندبرغ
روبرت ساندبرغ (بالإنجليزية: Robert Sandberg)‏ هو كاتب مسرحي أمريكي، ولد في 1952.